# Бразоли
Бразоли — казацко-старшинский, впоследствии дворянский род, происходивший от грунского сотника (1763—1775) Василия Трофимовича Бразоля (1723 — ок. 1803).
Его сын — Григорий Васильевич Бразоль (1761 — г.с. неизв.) — председатель Екатеринославской палаты уголовного суда, а внук — Евгений Григорьевич Бразоль (1799—1879) — известный полтавский общественный деятель, полтавский губернский предводитель дворянства (1844—1846), почётный попечитель Полтавской гимназии (1845—1846), член наблюдательного совета при Институте благородных девиц в Полтаве (1845).
Значительными общественными деятелями были и два старших сына Евгения Григорьевича — Григорий Евгеньевич Бразоль (1851 — г.с. неизв.) — председатель Зеньковского сельскохозяйственного общества, ахтырский (1885—1892) и зеньковский (1892—1908) уездный предводитель дворянства, почетный попечитель Ахтырской мужской гимназии и Сергей Евгеньевич Бразоль (1851 — г.с. неизв.) — зеньковский уездный (1886-92) и полтавский губернский (1892—1907) предводитель дворянства, член Государственного совета (1906) и гофмейстер императорского двора (1906).
Их младший брат — Лев Евгеньевич Бразоль (1854—1927) — известный врач, доктор медицины (1884), председатель Петербургского общества врачей-гомеопатов (с 1890), автор многих научных работ. Супруга последнего Юлия Николаевна Бразоль (Добросельская) (1856—?), во втором браке Леонтьева; их сын — Борис Львович (1885—1963) — русский юрист, литературный критик, переводчик, писатель и общественный деятель.
Род Бразоль внесён в родословные книги Полтавской губернии, Слободско-Украинской губернии, Екатеринославской губернии. Существуют и другие рода Бразоль.